# Carn Lês Boel
Carn Lês Boel ist ein eisenzeitliches Promontory Fort (auch Cliff-castle genannt) im Süden der Nanjizal oder Mill Bay in Porthgwarra südwestlich von Penzance, unweit von Land’s End in Cornwall in England.
Das kleine Vorgebirgsfort liegt am ausgeschilderten Südwest-Küstenpfad in einer eindrucksvollen Umgebung. Erkennbar sind die Überreste eines flachen Grabens und eines Walls. Zwei große Menhire (nur einer steht aufrecht) markieren vermutlich den alten Eingang. Es gibt keine Siedlungsspuren im Bereich des Caps und Zweifel daran, ob die Wälle und Graben richtig interpretiert wurden.
Etwas entfernt von der zerklüfteten Granitküste liegt der „Higher Bosistow Cliff Tumulus“ und am Meer die „Lower Bosistow Cliff Cave“ (Höhle).